# Beromünster
Beromünster (hasta 1934 Münster) es una comuna suiza del cantón de Lucerna, situada en el distrito de Sursee. Limita al norte con las comunas de Rickenbach y Menziken (AG), al noreste con Beinwil am See (AG) y Hitzkirch, al este con Ermensee y Römerswil, al sur con Neudorf y Eich, y al oeste con Schenkon y Geuensee.
La comuna incluye los territorios de las antiguas comunas de Schwarzenbach (incluida en 2004) y de Gunzwil (incluida en 2009).